# Акбашев, Борис Залманович
Борис (Абохай) Залманович Акбашев, в 1997 году взял исландское имя Борис Бьядни Акбашев (исл. Boris Bjarni Akbashev; 12 июля 1933 — 19 апреля 2023) — советский, российский и исландский гандбольный тренер; главный тренер клуба «Кунцево» в 1962—1980 годах, тренер ряда исландских гандбольных клубов. Заслуженный тренер СССР. Считается одним из выдающихся гандбольных специалистов в истории Исландии.

## Биография

### Ранние годы
Борис (Абохай) Залманович Акбашев родился 12 июля 1933 года в Москве. Со слов Бориса Залмановича, его дед был революционером в Бухаре и получил квартиру в Москве за подписью Ленина. Отец, который работал директором магазина, после начала Великой Отечественной войны ушёл на фронт, а Бориса с сестрой и братьями отправили в эвакуацию в Ташкент. После возвращения в Москву Борис занялся спортом и увлёкся футболом, вопреки возражениям отца. В школу «Динамо» он не попал, хотя с детства болел за эту команду. Учился в спортивной школе общества «Буревестник». Жил на Кузнецком Мосту, спортом занимался в Марьиной Роще.
Срочную службу Борис Акбашев в течение трёх лет проходил в учебной части 4-й гвардейской танковой Кантемировской дивизии, откуда его не выпускали на футбольные тренировки в Москву. Во время службы он участвовал во всех проводимых в части соревнованиях, в том числе и по гандболу. В 1955 году он стал чемпионом Вооружённых сил СССР по гандболу, а в 1956 году выиграл первый в истории чемпионат СССР по гандболу в версии 11 на 11 в составе сборной Московской области.

### Гандбольный клуб «Кунцево»
Борис Акбашев окончил факультет физического воспитания Московского областного педагогического института имени Н. К. Крупской и начал тренировать баскетболистов ДЮСШ. В 1962 году к нему пришли гандболисты Георгий Лебедев и Георгий Ларин, уговорив его взять руководство над командой МИФИ. К тому моменту гандбольные матчи проводились уже в формате 7 на 7. Акбашев стал тренером этой команды, входившей в спортивное общество «Труд»: тренировки проводились два-три раза в неделю там, где это было возможно (у общества своего тренировочного зала не было). Вскоре по совету зампреда общества Акбашев выбрал помещения строящегося в Кунцево большого военного завода для тренировок: игроки его команды числились в цехах завода, сам тренер получал оклад в размере 120 рублей. Несмотря на согласие от директора завода на использование одного из залов в качестве тренировочной площадки, Акбашеву постоянно приходилось вступать в пререкания с разными чиновниками (в том числе и из Моссовета). В то же время он утверждал, что он мог добиться поддержки от любой организации: в Москве его знали достаточно хорошо, а секретарь Кунцевского райкома готов был всегда оказать ему помощь.
На базе команды МИФИ был создан гандбольный клуб «Кунцево»: в этой команде Акбашев работал в 1962—1980 годах, выиграв трижды чемпионат СССР в 1966, 1967 и 1969 годах, а также семь раз попав в призёры национального чемпионата. Акбашев был одним из тех, кто проголосовал против включения московского ЦСКА в чемпионат СССР, поскольку эта команда, по его мнению, была собрана исключительно из игроков других клубов, перетянутых «привычным армейским образом». Он работал в сборной СССР, но был формально вторым тренером, поскольку главный тренер должен был заседать в Спорткомитете: Акбашев не мог себе этого позволить, поскольку занимался в клубе подготовкой детских команд, и у него среди подопечных были 24 детские группы. В частности, в 1967 году Борис Акбашев и Георгий Шарашидзе руководили сборной СССР на чемпионате мира 1964 года (итог — 4-е место).
В 1972 году Борис Акбашев и Анатолий Евтушенко возглавили тренерский штаб сборной СССР на Олимпиаде в Мюнхене (5-е место). Об Анатолии Евтушенко он отзывался скептически, утверждая, что тот не понимал гандбол и что его пределом были только московские гандбольные команды. На том турнире, по словам Акбашева, в матче против Чехословакии, который советская команда сенсационно проиграла, роковую ошибку допустил Василий Ильин, который был удалён на две минуты за пререкания с арбитром: Евтушенко, в клубе которого играл Ильин, так и не убрал своего игрока.

### В Исландии
В 1980 году по направлению Спорткомитета СССР Акбашев отправился в Исландию, что называл сам «отправкой в ссылку», поскольку ему попросту не дали толком поработать в советском гандболе. После долгих переговоров с представителями клубов «Викингур» и «Арманн» он принял предложение гандбольной команды «Валюр», с которой проработал два сезона. В 1989 году Борис Залманович вернулся в Исландию, где работал с клубами «Брейдаблик» в 1989—1992 годах, «Валюр» в 1992—1999 годах (с перерывом), «ИБВ» в 1999—2001 годах, а также командами «Хёйкар» и «Фьёльнир». Он принимал активное участие в создании детских гандбольных секций в Исландии. В сезоне 1994/1995 он тренировал израильскую команду «Хапоэль» из города Ришон-ле-Цион, однако в первом же матче разругался с руководством клуба из-за того, что не хотел видеть менеджеров команды на лавке. Несмотря на то, что команда выиграла 38 матчей из 39 и стала чемпионом страны, с Акбашевым отказались продлевать контракт.
В 1995—2001 годах Акбашев был членом тренерского штаба сборной Исландии. По словам Бориса Залмановича, благодаря его тренерской подготовке сразу восемь человек 1964 года рождения, которые были его подопечными в первые годы его работы, прошли в сборную Исландии. В 1997 году он отправился на чемпионат мира в Японию в качестве помощника главного тренера исландской сборной Торбьорна Йенссона, который был в своё время также подопечным Акбашева. Борис Залманович всячески пытался объяснить ему психологию игры, обсуждая каждое утро прошедшие игры. Однако перед четвертьфиналом против Венгрии Йенссон не пришёл на встречу, и исландцы проиграли венграм: играя по тактической расстановке 6-0, он не переключился на тактику 5-1, которая могла бы выключить из игры связку разыгрывающего и линейного венгров. На чемпионате мира 1997 года исландцы заняли высокое для себя 5-е место. В самой Исландии Акбашева назвали «легендарным тренером исландского гандбола», отметив его выдающиеся заслуги в развитии этого вида спорта.

### Подопечные и методы работы
Среди известных подопечных Акбашева в клубе «Кунцево» и сборных СССР были чемпион Олимпиады 1976 года Анатолий Федюкин, лучший разыгрывающий чемпионата мира 1964 года Георгий Лебедев, серебряный призёр Олимпиады 1980 года Владимир Белов и тренер женской сборной СССР (олимпийский чемпион 1980 года и чемпион мира 1982 года) Михаил Луценко. Владимира Белова Акбашев называл своим лучшим учеником и выражал сочувствие тому, что в 1985 году у Белова забрали звание заслуженного мастера спорта СССР после того, как во время досмотра в аэропорту Шереметьево обнаружили спрятанную в его ботинке валюту.
На тренировках Акбашев уделял большое внимание не физической подготовке игроков (например, подъёме штанги), а отработке технических элементов. По его словам, гандболисту нужны были длинные мышцы, подходящие для броска, поэтому оптимальными были упражнения с дисками (30—40 минут каждое утро, 10—15 подходов). Штанга же должна была быть небольшого веса, чтобы не стирать хрящи. Когда он работал в Исландии, то заметил, что исландские игроки отличались большой физической силой и мощными бросками, однако наносили их слишком прямо и примитивно, не умея обводить блок. В связи с этим он взялся за тактическое обучение исландцев: работая в детских клубах, он первые три месяца приучал детей к дисциплине, и если поначалу дети разбегались, то затем родители сами стали просить Акбашева продолжать работу и не бросать это дело. Также Борис Залманович не любил индивидуалистов: один из игроков «Валюра» в матче забросил 10 мячей, но его команда проиграла, поскольку он «тащил на себя одеяло», в связи с чем бомбардир следующий матч начал на скамейке запасных. По оценке издания Vísir.is, стараниями Бориса Залмановича для каждого из исландских игроков начали готовить индивидуальные программы тренировки: прежде рослые и мощные игроки тренировались абсолютно по той же программе, что и низкорослые гандболисты.
Тренируя клубы Исландии, в матчах чемпионата он нередко кричал в адрес судей нецензурную брань, однако те вскоре начали записывать слова Акбашева и даже обратились в российское посольство с просьбой перевести их. В следующей же после этой встречи игре Акбашеву за ругань немедленно показали красную карточку. О своей привычке Борис Залманович иронично говорил, что не ругался матом, а только «так разговаривал». Однако эту привычку вскоре переняли и его подопечные: во время одного из спаррингов клуба «Кунцево» с «Валюром», по словам игрока «Кунцево» Алексея Алексеева, исландцы на площадке ругались русским матом, используя отдельные обороты во время конкретных атакующих комбинаций, а иногда отмечая таким образом собственные удачные действия и ошибки.
Согласно изданию Vísir.is, среди выдающихся игроков сборной Исландии, которые начали свою карьеру под руководством Акбашева в 1980-е годы и стали позже звёздами национальной команды, выделялись Вальдимар Гримссон, Якоб Сигурдссон, Юлиус Йонасон и Гейр Свейнссон. Позже благодаря его работе в сборной появились такие его подопечные, как Дагур Сигурдссон и Оулавюр Стефаунссон. Из своих исландских подопечных Акбашев выделял именно Дагура Сигурдссона, который стал не только хорошим игроком, но и квалифицированным тренером, поработавшим с национальными сборными Германии и Японии.

### Личная жизнь
Супруга — Ольга Ефимовна (Хаевна), урождённая Ильясова (род. 1 марта 1938 года), работала директором детского сада. После свадьбы некоторое время жил у отца в комнате на 18 м². В браке родились двое детей: внуки по состоянию на 2018 год проживали в Америке. Сын Михаил и внук Максим пошли по стопам Бориса Залмановича, став гандболистами и позже гандбольными тренерами. 9 сентября 1996 года вместе с женой Борис Акбашев получил исландское гражданство и взял имя Бьядни.
С собственных слов, после поездки в Рейкьявик Борис Акбашев начал учить английский язык, которым вскоре овладел, однако за свою жизнь он так и не выучил исландский. В частности, он утверждал, что из-за незнания исландского в 1997 году на чемпионате мира ему не доверили роль главного тренера сборной.

### Смерть
Скончался 19 апреля 2023 года в больнице Рейкьявика.

## Награды
- Заслуженный тренер СССР[7]
- Золотая медаль спортивного общества «Валюр»[5]
- Серебряная медаль Исландского гандбольного союза[5]
- Медаль общества дружбы Россия—Исландия «За дружбу и сотрудничество между Россией и Исландией» (24 октября 2018)[19]